# سرسگاز
سرسگاز، روستایی از توابع بخش مرکزی شهرستان سنقر، در استان کرمانشاه ایران است.

## جمعیت
این روستا در دهستان کلیایی قرار دارد و براساس سرشماری مرکز آمار ایران در سال ۱۳۹۵، جمعیت آن ۲۸۵ نفر (۷۲خانوار) بوده‌است، که پیش‌بینی می‌شود جمعیت آن هم‌اکنون نزدیک به ۶۰۰ نفر باشد. این روستا یکی از روستاهای قدیمی و تاریخی شهرستان سنقر می‌باشد.